# Babe Ruth
George Herman Ruth Jr. (Baltimore, 6 de febrero de 1895-Nueva York, 16 de agosto de 1948), conocido en los medios deportivos como Babe Ruth, fue un jugador profesional de béisbol estadounidense. Es considerado como uno de los mejores jugadores de béisbol de todos los tiempos. 
Comenzó su carrera en la MLB como lanzador zurdo estrella de los Medias Rojas de Boston, pero alcanzó su mayor fama como jardinero de los Yankees de Nueva York. Ruth es considerado uno de los mayores héroes deportivos de la cultura estadounidense. En 1936, Ruth fue elegido miembro del Salón de la Fama del Béisbol, y en 1999 Associated Press lo eligió como el atleta del siglo, por delante de Michael Jordan y Jim Thorpe.

## Primeros años
George Herman Ruth Jr. nació el 6 de febrero de 1895 en el número 216 de la calle Emory, en el barrio de Pigtown, Baltimore, en la casa de su abuelo materno, Pius Schamberger, un inmigrante alemán y sindicalista. Los padres de Ruth, Katherine Schamberger y George Herman Ruth Sr., eran de ascendencia alemana. Según el censo de 1880, ambos padres nacieron en Maryland. Además del inglés, Ruth habló alemán durante su niñez.
Con 14 años de edad, fue internado en el St. Mary's Industrial School for Boys, un orfanato y reformatorio católico, debido a que sus padres lo consideraron «incorregible». Su comportamiento problemático, que incluía ausentismo escolar, vagar por las calles y otros problemas con la ley, llevó a sus padres a buscar ayuda en la institución. Estando allí, Ruth aprendió y dio sus primeros pasos como jugador de béisbol. 
Conoció a su primera esposa, Helen Woodford, en una cafetería de Boston donde trabajaba como camarera. Se casaron el 17 de octubre de 1914, cuando él tenía 19 años y ella 17. Adoptaron a una niña llamada Dorothy en 1921 y se separaron en 1925 por las repetidas infidelidades de Ruth. Helen falleció en enero de 1929 en un incendio en Watertown, Massachusetts.

## Carrera

### Orioles de Baltimore
A los 19 años fue contratado por Jack Dunn, dueño y mánager de los Baltimore Orioles de la International League, se fijó en las habilidades del joven Ruth y lo contrató para su equipo a principios de 1914. Los jugadores veteranos de los Orioles comenzaron a referirse a él como el bebé (en inglés, babe) de Dunnie. Ese apodo le acompañó durante el resto de su vida, aunque los periodistas deportivos bautizaron a Babe como "el Gran Bambino" y "the Sultan of swat" (algo así como el sultán del batacazo).

### Boston Red Sox

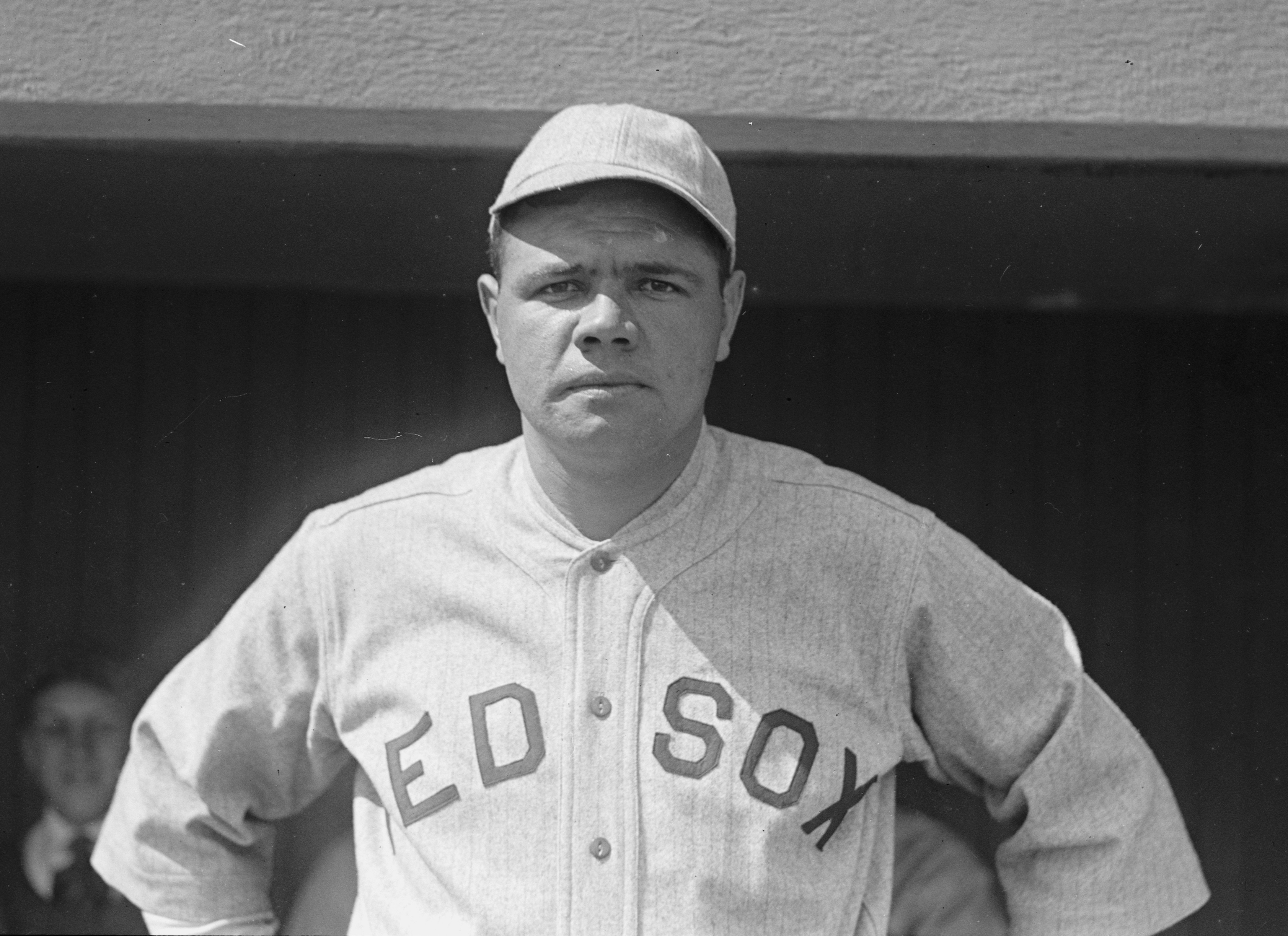
Ruth con los Red Sox en 1918

Hizo su debut en las Grandes ligas como lanzador en julio de 1914. Lanzó 89 juegos ganadores antes de 1920. En 1916 Babe llegó a la Serie Mundial y lanzó el cuarto partido contra los Brooklyn Robins. Cedió una carrera en el primer episodio y no otorgó una carrera más en las catorce entradas que duró el partido. Fue el partido completo más largo en la historia del béisbol en Serie Mundial, hasta que fue superado en duración por el tercer partido de la Serie Mundial 2018, entre los Boston Red Sox y Los Angeles Dodgers, juego que se extendió hasta dieciocho entradas. 
Dos años después regresó al clásico de otoño. No permitió carrera en el primer partido y cedió carrera hasta el octavo episodio del cuarto partido. Estos números, junto a los logrados dos años antes, hicieron un total de 29 entradas y 2/3 sin permitir carrera, un récord que duró 43 años.
El conjunto bostoniano, fue cinco veces campeones de las Series Mundiales hasta ese momento (las tres últimas con Ruth en el equipo). Ruth abandonó al equipo y no volvería a lograr ningún campeonato hasta la Serie Mundial de béisbol de 2004. Este periodo de 86 años de sequía fue conocido como "La Maldición del Bambino".

### New York Yankees
El 5 de enero de 1920, Ruth fue traspasado a los New York Yankees a cambio de 125.000 dólares en efectivo y otros 300.000 dólares en cesiones que el dueño de los Red Sox, Harry Frazee, usó para financiar sus producciones de Broadway. La venta de Babe Ruth a los Yankees está considerada como una de las peores transacciones de la historia del deporte estadounidense. 

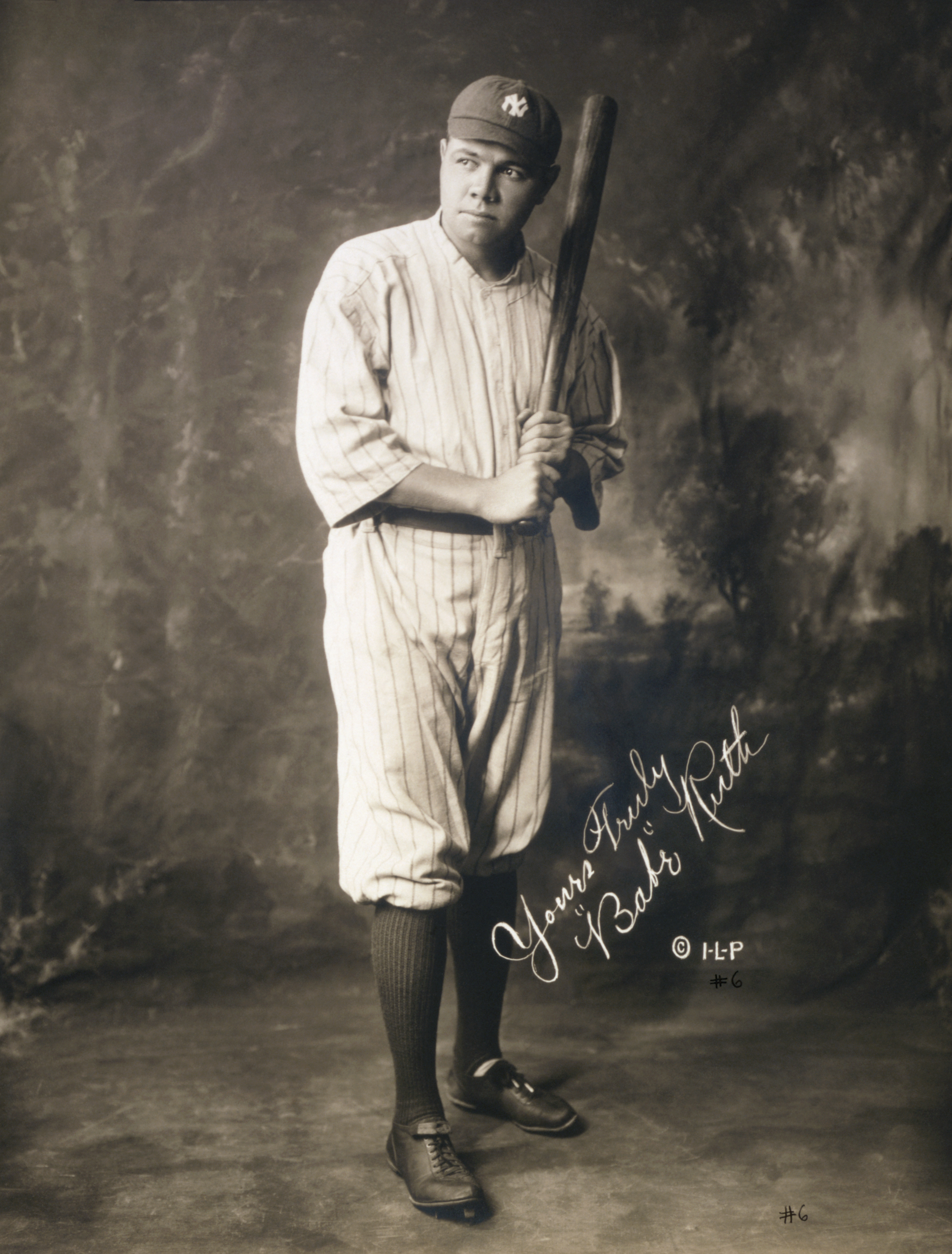
Babe Ruth vistiendo el uniforme de los Yankees.

Justo en su primera temporada con los Yankees en 1920, Ruth estableció un récord de 54 cuadrangulares en una temporada, sobrepasando la que él mismo había impuesto el año anterior con 29.
Babe jugaba como jardinero era la estrella del equipo, a pesar de que su cuerpo distaba de ser el de un atleta, pues era grueso de tronco y de piernas delgadas. Tanta era su popularidad que el campo de juego que compartían los Yankees con los Giants, el Polo Grounds, ya no dio abasto. 
Construyeron uno nuevo: el Yankee Stadium, que abrió sus puertas en 1923; el escenario fue conocido para la posteridad como "La Casa que Ruth Construyó".
La fama de Ruth siguió creciendo. En 1927 logró la marca de 60 homeruns en una temporada, que perduraría hasta 1961 cuando Roger Maris la sobrepasó con 61 homeruns; sin embargo, los anotadores oficiales resaltaron que Ruth lo hizo en una temporada de 154 partidos; Maris, en cambio, lo hizo en una de 162. 
Un hecho hizo de Ruth un mito. En el tercer partido de la Serie Mundial contra los Chicago Cubs en 1932, en el quinto episodio, el pitcher Charlie Root llevó la cuenta frente al Bambino 2-2. De pronto este señaló a las gradas en el jardín central, muchos interpretan esta señal a la dirección que pondría la pelota, otros como un desafío al pitcher. El caso es que logró un homerun, que según muchos, ha sido el de mayor longitud en el Wrigley Field, hogar de los Cubs. Los Yankees ganaron la serie por barrida, su tercera en cuatro años.
Con Ruth, los Yankees lograron 7 campeonatos de la Liga americana de los cuales pasaron a 4 series mundiales. El 29 de septiembre de 1934 bateó su último cuadrangular con los Yankees, y el día siguiente fue el último que vistió el uniforme.

### Boston Braves
Se trasladó a los Boston Braves donde jugaría su última temporada en 1935. Jugó y fue a la vez entrenador de primera base. El 25 de mayo bateó 3 cuadrangulares en Pittsburgh.
El Baker Bowl de Filadelfia fue el escenario del último partido de Ruth como profesional el 30 de mayo ante los Phillies. El 2 de junio, tras una discusión con el dueño del equipo, Emil Fuchs, anunció su retirada del béisbol. Acabó la temporada con un average al bate de 181, la más baja de su carrera, y seis homeruns. Los Braves, que iban 10-27 cuando Ruth dejó el equipo, terminaron el año con un balance de 38 victorias y 115 derrotas, el peor porcentaje de la historia moderna de la Liga Nacional.
Se retiró con 714 homeruns, solo superado posteriormente por Barry Bonds y Hank Aaron en toda la historia de las Grandes Ligas de Béisbol. 

## Tras su retiro como jugador
Ruth deseaba entrenar a los Yankees desde la muerte de Miller Huggins en 1929. Su deseo no se cumplió nunca, por su fama de irresponsable. Esta fue una de las razones por la que firmó con los Boston Braves, pues después de la temporada esperaba tomar las riendas del equipo, pero tampoco lo consiguió. Tuvo la esperanza de hacerlo con los Yankees y también con los Brooklyn Dodgers, pero otra vez fue descartado. Fumar, beber en exceso y su afición a las apuestas impidieron su avance a siguientes logros. Murió de cáncer en la garganta a los 53 años. A su muerte su cuerpo permaneció en el Yankee Stadium por dos días, el cual fue visitado por más de  100.000 fans del jugador.

## Premios, récords y logros

### Ingreso en el Salón de la Fama

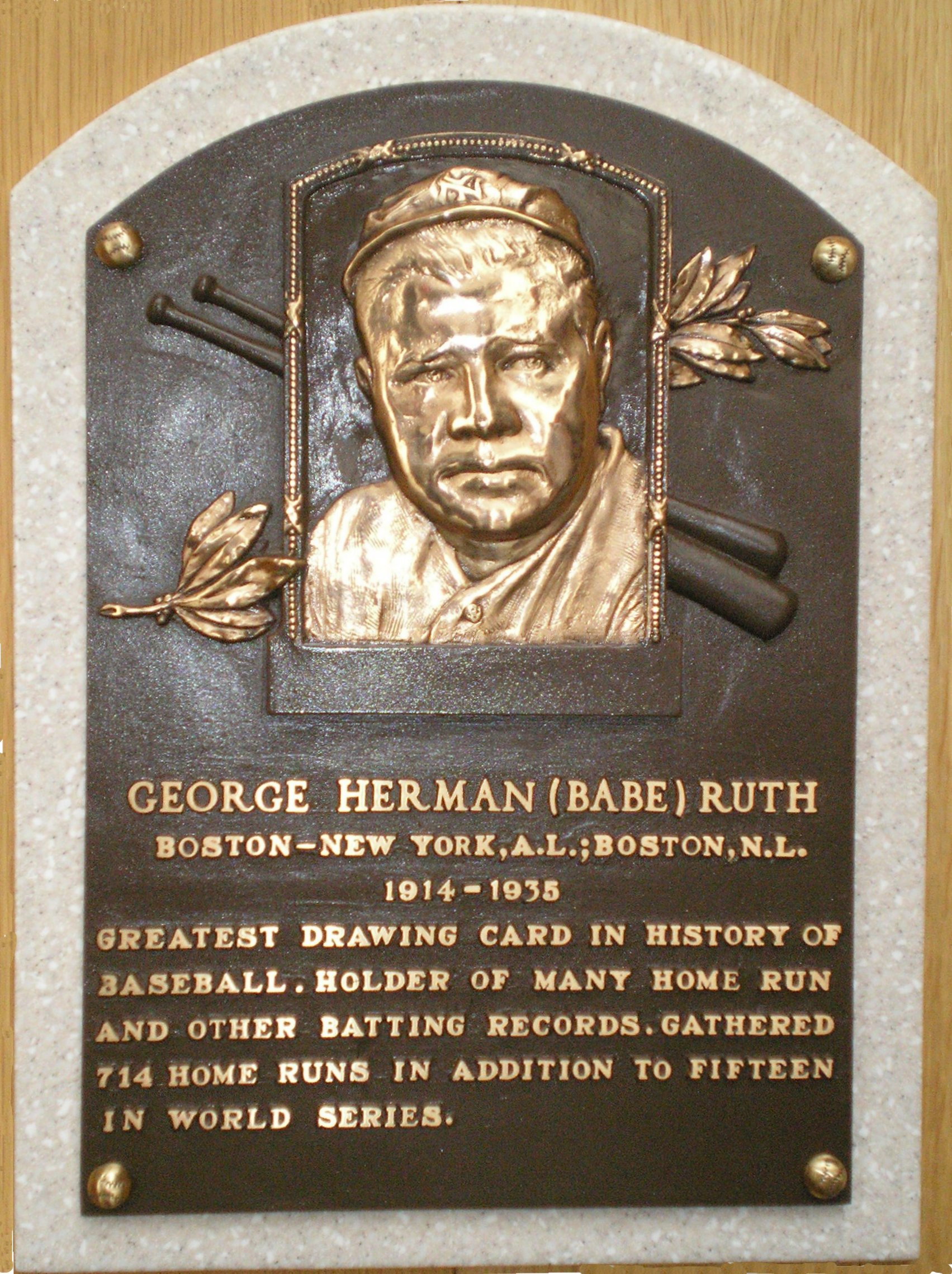
Placa de Babe Ruth en el Salón de la Fama del béisbol.

Ruth ingresó en el Salón de la Fama del Béisbol el 29 de enero de 1936 junto con Ty Cobb, Honus Wagner, Christy Mathewson y Walter Johnson, en una ceremonia celebrada en Cooperstown, Nueva York. Fueron los cinco primeros miembros en ser introducidos en el Hall of Fame de este deporte.

### Estadísticas
|  | Denota temporada en la que fueron campeones de la Serie Mundial |
|  | Líder de la liga                                                |

#### Bateo
| Año   | Equipo           | L     | PJ   | VB   | CA   | H    | 2B  | 3B  | HR  | CE   | BB   | K    | BR  | OR  | AVE  |
| ----- | ---------------- | ----- | ---- | ---- | ---- | ---- | --- | --- | --- | ---- | ---- | ---- | --- | --- | ---- |
| 1914  | Boston Red Sox   | A     | 5    | 10   | 1    | 2    | 1   | 0   | 0   | 2    | 0    | 4    | 0   | --  | ,200 |
| 1915  | Boston Red Sox   | A     | 42   | 92   | 16   | 29   | 10  | 1   | 4   | 21   | 9    | 23   | 0   | --  | ,315 |
| 1916  | Boston Red Sox   | A     | 67   | 136  | 18   | 37   | 5   | 3   | 3   | 15   | 10   | 23   | 0   | --  | ,272 |
| 1917  | Boston Red Sox   | A     | 52   | 123  | 14   | 40   | 6   | 3   | 2   | 12   | 12   | 18   | 0   | --  | ,325 |
| 1918  | Boston Red Sox   | A     | 95   | 317  | 50   | 95   | 26  | 11  | 11  | 66   | 58   | 58   | 6   | --  | ,300 |
| 1919  | Boston Red Sox   | A     | 130  | 432  | 103  | 139  | 34  | 12  | 29  | 114  | 101  | 58   | 7   | --  | ,322 |
| 1920  | New York Yankees | A     | 142  | 458  | 158  | 172  | 36  | 9   | 54  | 137  | 150  | 80   | 14  | 14  | ,376 |
| 1921  | New York Yankees | A     | 152  | 540  | 177  | 204  | 44  | 16  | 59  | 171  | 145  | 81   | 17  | 13  | ,378 |
| 1922  | New York Yankees | A     | 110  | 406  | 94   | 128  | 24  | 8   | 35  | 99   | 84   | 80   | 2   | 5   | ,315 |
| 1923  | New York Yankees | A     | 152  | 522  | 151  | 205  | 45  | 13  | 41  | 131  | 170  | 93   | 17  | 21  | ,393 |
| 1924  | New York Yankees | A     | 153  | 529  | 143  | 200  | 39  | 7   | 46  | 121  | 142  | 81   | 9   | 13  | ,378 |
| 1925  | New York Yankees | A     | 98   | 359  | 61   | 104  | 12  | 2   | 25  | 66   | 59   | 68   | 2   | 4   | ,290 |
| 1926  | New York Yankees | A     | 152  | 495  | 139  | 184  | 30  | 5   | 47  | 146  | 144  | 76   | 11  | 9   | ,372 |
| 1927  | New York Yankees | A     | 151  | 540  | 158  | 192  | 29  | 8   | 60  | 164  | 137  | 89   | 7   | 6   | ,356 |
| 1928  | New York Yankees | A     | 154  | 536  | 163  | 173  | 29  | 8   | 54  | 142  | 137  | 87   | 4   | 5   | ,323 |
| 1929  | New York Yankees | A     | 135  | 499  | 121  | 172  | 26  | 6   | 46  | 154  | 72   | 60   | 5   | 3   | ,345 |
| 1930  | New York Yankees | A     | 145  | 518  | 150  | 186  | 28  | 9   | 49  | 153  | 136  | 61   | 10  | 10  | ,359 |
| 1931  | New York Yankees | A     | 145  | 534  | 149  | 199  | 31  | 3   | 46  | 163  | 128  | 51   | 5   | 4   | ,373 |
| 1932  | New York Yankees | A     | 133  | 457  | 120  | 156  | 13  | 5   | 41  | 137  | 130  | 62   | 2   | 2   | ,341 |
| 1933  | New York Yankees | A     | 137  | 459  | 97   | 138  | 21  | 3   | 34  | 103  | 114  | 90   | 4   | 5   | ,301 |
| 1934  | New York Yankees | A     | 125  | 365  | 78   | 105  | 17  | 4   | 22  | 84   | 104  | 63   | 1   | 3   | ,288 |
| 1935  | Boston Braves    | N     | 28   | 72   | 13   | 13   | 0   | 0   | 6   | 12   | 20   | 24   | 0   | --  | ,181 |
| Total | Total            | Total | 2503 | 8399 | 2174 | 2873 | 506 | 136 | 714 | 2213 | 2062 | 1330 | 123 | 110 | ,342 |

L: PJ: Partidos Jugados VB: Veces al Bate CA: Carreras Anotadas H: Hits 2B: Dobles 3B: Triples HR: Home Runs CE: Carreras Empujadas BB: Boletos K: Ponches BR: Bases Robadas OR: Out Robando Base AVE: Average

#### Pitcheo
| Año   | Equipo           | L     | PJ  | JI  | JC  | BL | IL     | H   | CL  | BB  | K   | G  | P  | S | EFE  |
| ----- | ---------------- | ----- | --- | --- | --- | -- | ------ | --- | --- | --- | --- | -- | -- | - | ---- |
| 1914  | Boston Red Sox   | A     | 4   | 3   | 1   | 0  | 23.0   | 21  | 10  | 7   | 3   | 2  | 1  | 0 | 3.91 |
| 1915  | Boston Red Sox   | A     | 32  | 28  | 16  | 1  | 217.2  | 166 | 59  | 85  | 112 | 18 | 8  | 0 | 2.44 |
| 1916  | Boston Red Sox   | A     | 44  | 41  | 23  | 9  | 323.2  | 230 | 63  | 118 | 170 | 23 | 12 | 1 | 1.75 |
| 1917  | Boston Red Sox   | A     | 41  | 38  | 35  | 40 | 326.1  | 244 | 73  | 108 | 128 | 24 | 13 | 2 | 2.01 |
| 1918  | Boston Red Sox   | A     | 20  | 19  | 18  | 1  | 166.1  | 125 | 41  | 49  | 40  | 13 | 7  | 0 | 2.22 |
| 1919  | Boston Red Sox   | A     | 17  | 15  | 12  | 0  | 133.1  | 148 | 44  | 58  | 30  | 9  | 5  | 1 | 2.97 |
| 1920  | New York Yankees | A     | 1   | 1   | 0   | 0  | 4.0    | 3   | 2   | 2   | 0   | 1  | 0  | 0 | 4.50 |
| 1921  | New York Yankees | A     | 2   | 1   | 0   | 0  | 9.0    | 14  | 9   | 9   | 2   | 2  | 0  | 0 | 9.00 |
| 1930  | New York Yankees | A     | 1   | 1   | 1   | 0  | 9.0    | 11  | 3   | 2   | 3   | 1  | 0  | 0 | 3.00 |
| 1933  | New York Yankees | A     | 1   | 1   | 1   | 0  | 9.0    | 12  | 5   | 3   | 0   | 1  | 0  | 0 | 5.00 |
| Total | Total            | Total | 163 | 148 | 107 | 17 | 1221.1 | 974 | 309 | 441 | 488 | 94 | 46 | 4 | 2.28 |

L: Liga
JJ:  Jugados
JI: Juegos Iniciados 
JC: Juegos Cerrados 
BL: Blanqueos
IL: Innings Lanzados
H: Hits Permitidos
CL: Carreras Limpias
BB: Bases por Bolas
K: Ponches 
G: Ganados 
P: Perdidos 
S: Salvados 
EFE: Efectividad